# Абрахам Мерит
Абрахам Грейс Мерит (на английски: Abraham Grace Merritt) е американски журналист и писател.

## Биография и творчество
Абрахам Мерит е роден в град Бевърли, щат Ню Джърси. След завършването на средното училище започва работа във вестник „Inquirer“ и до края на живота си не оставя журналистическото си поприще (от 1912 г. работи в ежеседмичника „American Weekly“, през 1937 става главен редактор). С белетристика се занимава само като хоби (първата му публикация е разказа „През драконовото стъкло“ в списанието „All-Story Weekly“, 1917 г.), затова има малко написани художествени произведения.
Новаторството на творческите маниери на писателя стават очевидни едва след смъртта му, когато името на Мерит заема почетно място в списъка на майсторите в жанра редом с Робърт Хауърд и Хауърд Лъвкрафт.

## Произведения

### Самостоятелни романи
- The Ship of Ishtar (1924)
- Седем стъпки до Сатаната, Seven Footprints to Satan (1928)
- The Face in the Abyss (1931)
- Обитателите на миража, Dwellers in the Mirage (1932)
- Гори, вещице, гори!, Burn, Witch, Burn! (1933)
- Пълзи, сянко!, Creep, Shadow Creep! (1934) – издаден и като „Creep, Shadow!“
- The Snake Mother (1940)
- The Black Wheel (1947) (with Hannes Bok)
- Rhythm of the Spheres (1948)

### Серия „Д-р Гудуин“ (Dr Goodwin)
1. Лунният вир, The Moon Pool (1919)
2. Живият метал, The Metal Monster (1920)

### Сборници
- The People of the Pit (1948)
- The Fox Woman: And Other Stories (1949)
- The Challenge From Beyond (1990) – с Робърт E Хауърд, Франк Белкап Лонг, Хауърд Лъвкрафт и Си Ел Мур
- The Women of the Wood: And Other Stories (2001)

### Документалистика
- The Story Behind the Story... (1942)

### Книги за писателя
- A. Merritt: Reflections in the Moon Pool (1986) – от Сам Московиц